# Terry Wynn
Terence (Terry) Wynn (ur. 27 czerwca 1946 w Wigan) – brytyjski polityk, pastor, od 1989 do 2006 deputowany do Parlamentu Europejskiego.

## Życiorys
W 1962 rozpoczął pracę w marynarce handlowej. Był zatrudniony w różnych przedsiębiorstwach przemysłu stoczniowego. W międzyczasie studiował na University of Salford.
W 1989 z listy laburzystów po raz pierwszy uzyskał mandat posła do Parlamentu Europejskiego. Z powodzeniem ubiegał się o reelekcję w kolejnych wyborach europejskich w 1994, 1999 i w 2004. Był m.in. przewodniczącym Komisji Budżetowej (1999–2004), zasiadał w Grupie Socjalistycznej. Zrezygnował z mandatu w trakcie VI kadencji Europarlamentu.
Zaangażowany w działalność metodystów, został lokalnym kaznodzieją w Wigan.